# Cathédrale du Saint-Sacrement de Greensburg
Cette  cathédrale n’est pas la seule cathédrale du Saint-Sacrement.
La cathédrale du Saint-Sacrement est l'église cathédrale du diocèse de Greensburg en Pennsylvanie (États-Unis).

## Historique

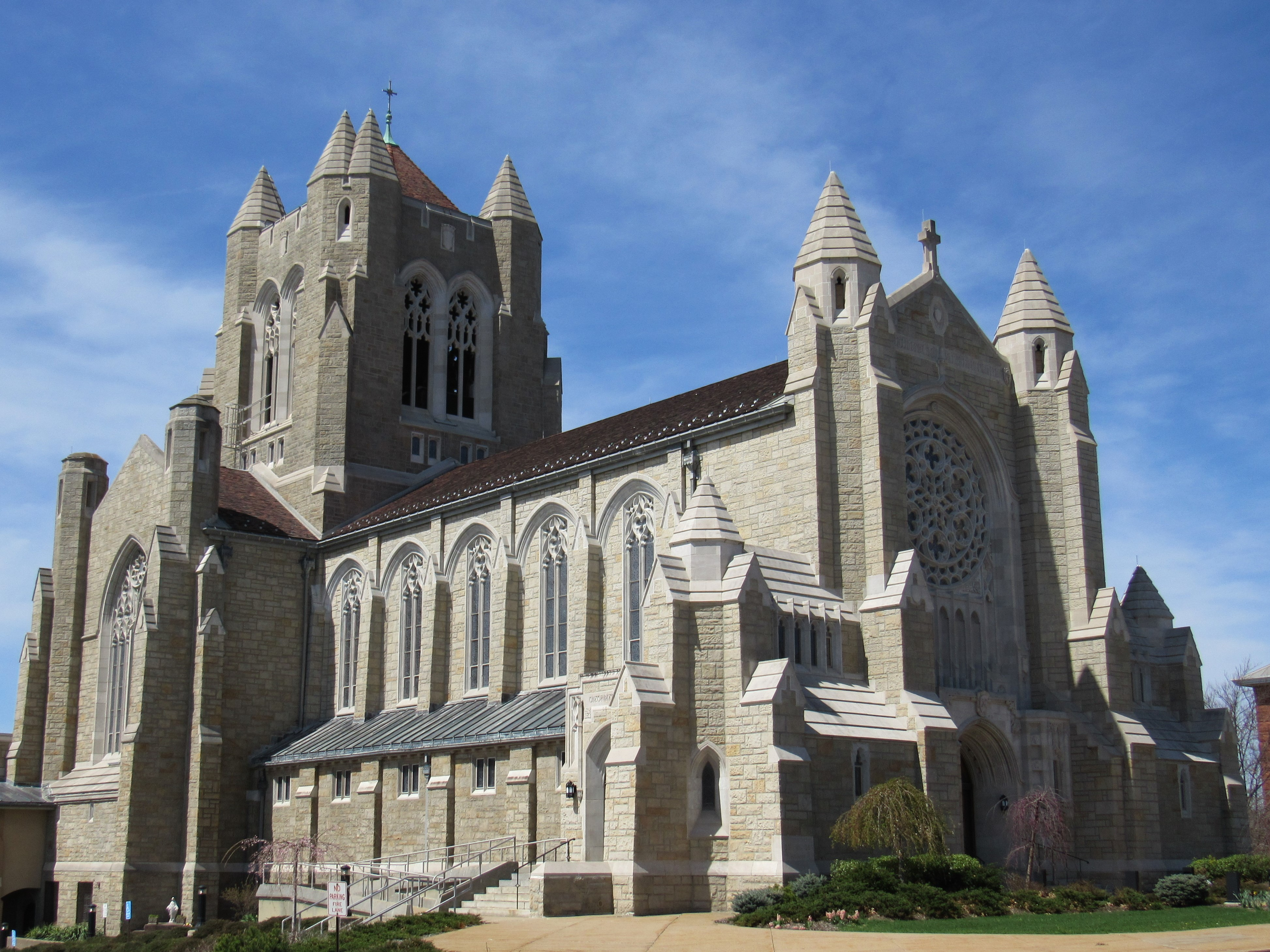
La cathédrale du Saint-Sacrement à Greensburg, en Pennsylvanie.

L'église a été construite à l'origine comme église paroissiale catholique par des moines bénédictins dans le style gothique anglais. Les plans sont du bureau d'architectes Comès, Perry et McMullen de Pittsburgh. Elle est consacrée en mai 1928.
L'édifice est bâti en grès et en calcaire de l'Indiana. Lorsque le diocèse de Greensburg est érigé en 1951 par Pie XII, l'église est choisie pour devenir la cathédrale du nouveau diocèse, tandis que les bénédictins quittent la paroisse.
La cathédrale est située au 300 North Main Street à Greensburg et se trouve dans le district historique de l'Academy Hill. Les messes dominicales sont célébrées à 7 heures, 9 heures, 11 heures 30 et 19 heures et la messe anticipée, le samedi à 17 heures 30.